# Иду к тебе...
«Иду к тебе…» — советский фильм 1971 года режиссёра Николая Мащенко.

## Сюжет
О трагической любви поэтессы Леси Украинки к революционеру-марксисту Сергею Мержинскому. Активный участник революционного движения, он всегда был в центре борьбы. Среди друзей, соратников по общему делу. И внезапно он оказывается отрезанным от всего и всех. Он внезапно обнаруживает, что умирает от туберкулеза. Его товарищи рассеяны по тюрьмам, ссылкам или скрываются в подполье. Рядом с ним единственный и самый верный друг — Леся.

На основе подлинных документов — дневников, писем, воспоминаний — всего об одном, но предельно емком эпизоде жизни Леси Украинки — эпизоде трагическом, полном боли, отчаянной борьбы с неотвратимо надвигающимся финалом: смертью самого близкого человека.— Советский экран, 1972

В фильме есть эпизод: Леся Украинка у постели умирающего Мержинского пишет драматическую поэму «Одержимая»… Этот сложный процесс преодоления трагедии, обретения себя в творчестве режиссёр воплощает языком кинематографической пластики, опираясь на все ту же способность экрана материализовать мир поэтического вымысла.— Кино и поэзия / Изольда Владимировна Сэпман. - М.: РИИИ, 1994. -  129 с. - с. 118-119

## В ролях
- Алла Демидова — Леся Украинка
- Николай Олялин — Сергей Мержинский
- Ольга Матешко — Вера Крыжановская
- Клара Лучко — Ольга Кобылянская
- Юлия Ткаченко — Олена Пчилка, мать Леси Украинки
- Константин Степанков — радикал / мессия
- Иван Миколайчук — художник
- Роман Черкашин — Константин Семёнович, отец Сергея
- Леонид Бакштаев — профессор Берковский
- Лев Перфилов — врач лечивший Лесю Украинку
- Иван Гаврилюк — Михаил Петрович, революционер
- Фёдор Панасенко — революционер
- Борис Савченко — революционер
- Игорь Стариков — революционер
- Станислав Станкевич — цензор

## Критика
В критической литературе работа создателей фильма — режиссёра, оператора и исполнителей главных ролей — оценивается очень высоко, при этом учитывается, что им пришлось работать в условиях ограниченных ресурсов и времени — фильм снимался к столетию Леси Украинки, и до этого его пытались снять Роллан Сергиенко, затем за фильм брался Юрий Лысенко, уже было потрачено половина выделенной сметы и поджимало время сдачи картины, и тогда председатель Юбилейного комитета к столетию Леси Украинки Олесь Гончар предложил Николаю Мащенко стать режиссёром, уже третьим, тот пригласил начинающего оператора Александра Итыгилова, а на главную роль — актрису Аллу Демидову.
В киноведении отмечается такая черта фильма, как преобладание крупных планов — портретный кинематограф — это вынужденное обстоятельствами съёмок решение оказалось очень удачным для фильма-биографии о поэтессе, хотя создало повышенные требования к мастерству оператора Александра Итыгилова и актрисы Аллы Демидовой, с чем они блистательно справились:

Первая же большая операторская работа ему безусловно удалась, хотя на картине Н. Мащенко «Иду к тебе» работать было крайне сложно уже почти не оставалось ни пленки, ни времени, истраченных предыдущими творческими бригадами. В этих жестких условиях было принято единственно верное и, как оказалось, очень эффективное в художественном отношении решение приблизить камеру к лицу актёра.— Искусство кино, 1991

В «Иду к тебе» уже сложилась определённая форма портретного кинематографа, где портрет выражает не только внутреннее состояние героя, но и атмосферу мира и времени. Вместо широких панорам жизни с её горестями и радостями — на экране крупный план актёра. Он должен рассказать всё. И здесь требуется абсолютная сосредоточенность, тончайшая, предельно требовательная к себе работа.— Телевидение и радиовещание, 1974

В Лесе — Демидовой поражает цельность, значительность личности, интеллигентность в самом высоком смысле этого слова, уважение к своему оружию поэзии, верность своему долгу и призванию художника. Актриса как бы продолжила ту же, что и в «Чайке», тему, повернув её новой гранью, создав образ, достойный восхищения и подражания.— Советский экран, 1971